# Kap Goodenough
Kap Goodenough ist ein vereistes Kap an der Banzare-Küste des ostantarktischen Wilkeslands. Als nördlicher Ausläufer des Norths Highland markiert es die westliche Begrenzung der Einfahrt zur Porpoise Bay.
Entdeckt wurde das Kap bei der British Australian and New Zealand Antarctic Research Expedition (1929–1931) unter der Leitung des australischen Polarforschers Douglas Mawson. Mawson benannte es nach Admiral William Edmund Goodenough (1867–1945) der Royal Navy, Präsident der Ratsversammlung der Royal Geographical Society von 1930 bis 1933.